# Linha Seishin-Yamate
'Seishin-Yamate é uma das duas linhas do metro de Kobe, no Japão. Foi inaugurada em 1977 e circula entre as estações de Seishin-Chuo e Tanigami. Tem um total de 17 estações.